# Rafael Metlikovez
Rafael Metlikovez (Canovelles, 1964 - Granollers, 2017) va ser un terapeuta familiar i escriptor català.
Formava part del grup de polipoesia Accidents Polipoètics juntament amb Xavier Theros, amb qui entre el 1991 i el 2014 van fer centenaris de recitals a diversos països europeus i americans, van escriure per La Fura dels Baus, van publicar un CD, llibres de poesia i una compilació d'aforismes.
A títol personal va escriure els textos del muntatge 'Bésame el cactus' que la companyia Sol Picó va escenificar el 2001, va escriure i interpretar els espectacles-conferència 'Los planes nunca salen' i 'Circonferencia', entre d'altres. Va col·laborar en la secció d'esports del diari El País i al programa d'humor L'ovella irònica de Catalunya Ràdio.